# Ющенкова
Ющенкова — річка в Україні, у Прилуцькому районі Чернігівської області. Права притока Удаю (басейн Дніпра).

## Опис
Довжина 12 км, похил річки — 2,0 м/км. Площа басейну 69,1 км².

## Розташування
Бере початок на південно-східній околиці Тополі. Тече переважно на південний схід через Турківку і у Полонках впадає у річку Удай, праву притоку Сули. 
Біля Тополі поруч з річкою проходить автомобільна дорога Р67.